# Peter von Köppen
Peter von Köppen, ukrainsk: Петро Іванович Кеппен, Petro Ivanovytj Keppen (født 2. marts (gamle stil: 19. februar) 1793 i Kharkov, død 4. juni (gamle stil: 23. maj) 1864 i Karabag på Krim, var en russisk geograf og etnograf, fader til Wladimir Köppen.
Peter von Köppen var tjenestemand i det russiske ministerium for rigsdomænerne 1836-60. Han skrev blandt andet arbejder om Krim, donkosakkernes land, Ruslands areal- og befolkningsforhold samt Ruslands vigtigste søer og flodmundinger. Han udgav tillige etnografiske kort over Guvernementet Sankt Petersborg og europæisk Rusland i dets helhed.